# Chung Chải
Chung Chải là xã thuộc huyện Mường Nhé, tỉnh Điện Biên, Việt Nam.

## Địa lý
Xã Chung Chải nằm ở phía bắc huyện Mường Nhé, có vị trí địa lý:
- Phía đông giáp tỉnh Lai Châu
- Phía nam giáp xã Mường Nhé và xã Nậm Vì
- Phía tây giáp nước Lào
- Phía bắc giáp xã Leng Su Sìn.

Xã Chung Chải có diện tích 210,21 km², dân số năm 2022 là 6.177 người mật độ dân số đạt 29 người/km².

## Hành chính
Xã Chung Chải được chia thành 8 bản: Đoàn Kết, Nậm Bắc, Nậm Khum, Nậm Sin, Nậm Vì, Pá Lùng, Si Ma, Xà Quế.
| Mã bưu chính của các bản | Mã bưu chính của các bản | Mã bưu chính của các bản | Mã bưu chính của các bản |
| ------------------------ | ------------------------ | ------------------------ | ------------------------ |
| Số thứ tự                | Tên bản                  | Mã bưu chính             |                          |
| 1                        | Bản Đoàn Kết             | 384031                   |                          |
| 2                        | Bản Nậm Khum             | 384032                   |                          |
| 3                        | Bản Nậm Sin              | 384033                   |                          |
| 4                        | Bản Nậm Bắc              | 384034                   |                          |
| 5                        | Bản Nậm Vì               | 384035                   |                          |
| 6                        | Bản Pá Lùng              | 384036                   |                          |
| 7                        | Bản Si Ma                | 384037                   |                          |
| 8                        | Bản Xà Quế               | 384038                   |                          |

## Lịch sử
Ngày 14 tháng 1 năm 2002, Chính phủ ban hành Nghị định số 08/2002/NĐ-CP về việc chuyển xã Chung Chải thuộc huyện Mường Tè về huyện Mường Nhé mới thành lập quản lý.
Ngày 26 tháng 11 năm 2003, Quốc hội ban hành Nghị quyết số 22/2003/QH11 về việc chuyển xã Chung Chải thuộc huyện Mường Nhé, tỉnh Lai Châu về tỉnh Điện Biên mới thành lập quản lý.
Ngày 16 tháng 4 năm 2009, Chính phủ ban hành Nghị định số 17/NĐ-CP về việc thành lập xã Leng Su Sìn trên cơ sở điều chỉnh 18.105,82 ha diện tích tự nhiên và 2.011 nhân khẩu của xã Chung Chải.
Sau khi điều chỉnh địa giới hành chính, xã Chung Chải còn lại 20.962,90 ha diện tích tự nhiên và 2.275 nhân khẩu.
Ngày 6 tháng 12 năm 2019, HĐND tỉnh Điện Biên ban hành Nghị quyết số 148/NQ-HĐND về việc:
- Thành lập bản Hua Sin trên cơ sở bản Hua Sin 1 và bản Hua Sin 2.
- Sáp nhập bản Cây Muỗm vào bản Đoàn Kết.